# Distretto di Lazha Ahmad Khel
Il distretto di Lazha Ahmad Khel è un distretto dell'Afghanistan appartenente alla provincia della Paktia. Conta una popolazione di 19.201 abitanti (dati 2015).